# George Jones
Pour les articles homonymes, voir George Jones (homonymie) et Jones.
 (juillet 2023).
Si vous disposez d'ouvrages ou d'articles de référence ou si vous connaissez des sites web de qualité traitant du thème abordé ici, merci de compléter l'article en donnant les références utiles à sa vérifiabilité et en les liant à la section « Notes et références ».
George Glenn Jones, né le 12 septembre 1931 à Saratoga (Texas) et mort le 26 avril 2013 à Nashville (Tennessee), appelé aussi « The Possum » ou « No Show Jones », est un chanteur américain de musique country. Il fut récompensé aux Grammy Awards et est connu pour sa voix et sa façon de chanter, ainsi que pour son mariage avec la chanteuse Tammy Wynette.
Jones a eu plus de chansons dans les palmarès country américain que n'importe quel autre chanteur (167 en novembre 2005). Il est aussi celui qui a eu le plus de hits dans le Top 40 aux États-Unis (143) et est le deuxième, derrière Eddy Arnold, à avoir eu le plus de hits dans le Top 10 américain (78). Ces hits ont été obtenus aussi bien en solo qu'en duo avec d'autres artistes. Durant les années 1990 et 2000, Jones a fréquemment été appelé « le plus grand chanteur de country vivant », et aussi la « Rolls-Royce des chanteurs de country ». Frank Sinatra l'a un jour appelé le « meilleur chanteur blanc ». Le spécialiste de la musique country Bill C. Malone écrit : « Pendant les deux ou trois minutes que dure sa chanson, Jones s'immerge à un tel point dans les paroles, et dans les émotions qu'elles traduisent, que l'auditeur peut difficilement ne pas se sentir impliqué ».
Tout au long de sa carrière, Jones a aussi bien fait les gros titres des journaux au sujet de son penchant pour l'alcool, de ses relations difficiles avec les femmes, et de ses violentes crises de rage lors de ses enregistrements et ses tournées. Son style de vie assez libre a conduit Jones à rater plusieurs de ses concerts, lui faisant gagner le surnom de « No Show Jones ». Jones n'a jamais nié ou caché ses erreurs mais, avec le soutien de sa quatrième femme, il est parvenu à une certaine stabilité à la fin des années 2000.

## Biographie

### Jeunesse
George Jones est né à Saratoga (Texas), a été élevé à Vidor (Texas), aux côtés de son frère et de ses cinq sœurs (une sixième sœur est morte en bas âge avant la naissance de George), et s'est retrouvé influencé par la musique dès son plus jeune âge grâce à la collection de ses parents et à la musique gospel entendue à l'église. Alors qu'il avait sept ans, sa famille acheta un poste de radio qui initia George à la musique country. À neuf ans, on lui offrit une guitare et il commença à jouer dans la rue de la ville où il vivait alors, Beaumont, pour gagner de l'argent.
Jones quitta la maison à seize ans et se rendit à Jasper (Texas) où il trouva du travail en chantant et en jouant pour une chaîne de radio locale. Avant même d'avoir vingt ans il épousa sa première femme, Dorothy, mais leur union ne dura même pas un an et Jones s'engagea dans les US Marines. Malgré la guerre de Corée qui faisait rage à la même époque, George n'eut jamais à servir hors des États-Unis, et se contenta de chanter dans des bars aux alentours de sa base californienne. C'est après son départ des US Marines que sa carrière commença à décoller.

### Abus d'alcool
George Jones est connu aux États-Unis pour avoir longtemps été un grand buveur. Pendant une grande partie de sa vie, il se levait le matin pour avaler un screwdriver, puis continuait la journée en avalant régulièrement du bourbon. Il reçut le surnom "No-Show Jones" pour avoir manqué de nombreux concerts les jours où il avait trop bu. Il a même écrit une chanson, No-Show Jones, dans laquelle il se moque des excès et faiblesses des chanteurs de country à travers son exemple.
L'une des anecdotes les plus connues au sujet de sa manie de boire a eu lieu quand il était marié à Shirley Corley, sa deuxième femme. Jones commit des actions désespérées pour pouvoir boire de l'alcool :
« Une fois, alors que j'avais été saoul pendant plusieurs jours, Shirley décida de faire en sorte qu'il me soit physiquement impossible d'aller acheter de l'alcool. Je vivais à environ huit miles de Beaumont et du plus proche magasin d'alcool. Elle savait que je n'aurais pas le courage de marcher autant pour obtenir de quoi me saouler, ainsi elle planqua les clés de toutes les voitures que nous possédions et partit. Mais elle avait oublié la moissonneuse. Je peux vaguement me souvenir de la colère que j'éprouvais de ne pas trouver les clés de quoi que ce soit qui puisse rouler, et d'avoir contemplé longuement par la fenêtre une lumière qui illuminait notre propriété. Là, luisant dans cette lumière, se trouvait ce moteur rotatif de 10CV sous son siège. La clé était sur le contact.
J'imagine que la vitesse maximale pour cette moissonneuse était de cinq miles par heure. Il me fallait environ une heure et demie pour arriver au magasin d'alcool, mais je l'ai fait. »
Il semble que ce ne soit pas la seule fois qu'il ait conduit la moissonneuse. Selon l'autobiographie de 1979 de Tammy Wynette, il a récidivé alors qu'il était marié avec elle :
« À une heure du matin environ, je me suis levée et j'ai réalisé qu'il était parti. Je suis montée dans la voiture et j'ai roulé jusqu'au plus proche bar qui était à 10 miles. Quand je me suis arrêtée sur le parking, j'ai vu notre moissonneuse qui était garée juste à l'entrée. Il a conduit cette moissonneuse sur une autoroute principale. Il a levé les yeux, m'a vue et a dit : "Ah, les amis, elle est là. Ma petite femme, je vous avais dit qu'elle viendrait me chercher". »
En 1996, Jones chantera la chanson Honky Tonk Song, dans laquelle il rira de l'incident de la moissonneuse et parodiera sa propre arrestation dans le clip du single.
Dans les années 1970, un des managers de Jones le poussa à consommer de la cocaïne avant un concert, alors qu'il se sentait trop fatigué pour monter sur scène. Cela accéléra ses actions déjà hautement imprévisibles. Ses tendances auto-destructrices l'amenèrent aux portes de la mort et le firent enfermer dans un hôpital psychiatrique dans l'Alabama à la fin de la décennie. Il était dans une certaine mesure célébré par ses fans comme le fils spirituel de son idole, Hank Williams, lui-même ayant tendance à boire beaucoup et à mener une vie dissolue, mais il manquait tellement de concerts qu'ils ne purent s'empêcher de l'affubler du surnom "No-Show Jones". Il était souvent ruiné et a admis plus tard que ses amis Waylon Jennings et Johnny Cash le soutenaient financièrement à l'époque.
Se moquant de son passé, deux clips qu'il tourna plus tard le montraient arrivant sur une moissonneuse. Le premier était celui de la chanson All My Rowdy Friends Are Coming Over Tonight de Hank Williams, Jr. en 1984, et le second celui de la chanson One More Last Chance de Vince Gill en 1993. De plus, la chanson de Gill mentionne la moissonneuse dans les vers : « Elle a peut-être pris les clés de ma voiture, mais elle a oublié mon vieux John Deere ». À la fin du clip de Gill, on le voit quitter un terrain de golf à bord d'un tracteur John Deere, et saluer Jones avec un « Hey possum ». Jones, qui arrive sur le terrain à bord d'une moissonneuse avec des clubs de golf installés derrière lui, lui répond d'un « Hey sweetpea ».

### Dernières années
Il vivait ces dernières années à Franklin (Tennessee), avec sa quatrième femme, Nancy Sepulveda. Dans une maison voisine également située dans sa propriété était installée Sherry Hohimer, sa belle-fille. Le mari de Sherry, Kirk, aidait George Jones dans la préparation de ses concerts. Les enfants de Sherry et Kirk, Carlos et Breann Hohimer (petits-enfants de George Jones) vivaient également dans sa propriété.
À plus de soixante-dix ans, Jones continue à enregistrer et à faire de longues tournées aussi bien sur le continent nord-américain qu'à l'étranger. Il est également membre du Grand Ole Opry. Parmi ses autres projets, on compte la George Jones University, qui est un programme d'entraînement en deux ans pour ceux qui veulent apprendre comment se déroule une carrière dans le milieu de la musique. Il possède également sa propre marque de saucisses, qui sont produites pour lui par la Williams Sausage Company of Tennessee, en suivant la recette personnelle de Jones. Les emballages du produit contiennent des anecdotes sur la vie mouvementée de Jones. Parmi les autres produits alimentaires qu'il a mis sur le marché, on compte une gamme de sauces barbecue.
Jones et sa femme Nancy dirigent un petit restaurant à Enterprise (Alabama), décoré avec divers objets en rapport avec la longue carrière de Jones dans le monde de la musique country.
Jones est un également un partenaire de Bandit Records, un label d'enregistrement indépendant monté par Jones et d'autres personnes lorsque son propre label, Asylum Records, fut fermé par son propriétaire, AOL Time Warner. La philosophie revendiquée de Bandit Records est de « créer des projets uniques et intéressants en respectant l'intégrité artistique qui peut opérer sans les contraintes de l'industrie musicale ».
En 2006, il fut opéré pour une pneumonie mais se remit parfaitement et continua la longue tournée entreprise cette année-là.
En 2008, il est nommé en août « Artiste du mois » par la chaîne de télévision Great American Country. Le 7 décembre, il est l'un des lauréats des célèbres Kennedy Center Honors, aux côtés de la chanteuse Barbra Streisand, de la chorégraphe Twyla Tharp, de l'acteur Morgan Freeman et des musiciens Pete Townshend et Roger Daltrey de The Who. Le gala, présidé par le président George W. Bush et sa femme Laura Bush, eut lieu à Washington, D.C. et fut diffusé sur CBS le 30 décembre. La même année, il est également juge lors de la 8e édition des Independent Music Award, un programme dont le but est de promouvoir les artistes indépendants,. George Jones est mort des suites d'une insuffisance respiratoire hypoxique le 26 avril 2013 à Nashville, Tennessee. Lors de ses funérailles, qui eurent lieu le 2 mai, Laura Bush, Bill Haslam, Mike Huckabee, Bob Schieffer, Barbara Mandrell et Kenny Chesney firent son éloge funèbre.  

## Discographie

### Titres ayant atteint la première place des charts country
1. White Lightning (1959)
2. Tender Years (1961)
3. She Thinks I Still Care (1962)
4. Walk Through This World with Me (1967)
5. We're Gonna Hold On (avec Tammy Wynette) (1973)
6. The Grand Tour (1974)
7. The Door (1975)
8. Golden Ring (avec Tammy Wynette) (1976)
9. Near You (avec Tammy Wynette) (1977)
10. He Stopped Loving Her Today (1980)
11. (I Was Country) When Country Wasn't Cool (avec Barbara Mandrell) (1981)
12. Still Doin' Time (1981)
13. Yesterday's Wine (avec Merle Haggard) (1982)
14. I Always Get Lucky with You (1983)

### Discographie complète
Pour la liste complète des albums et singles de George Jones, voir Discographie de George Jones.